# Szirti aggófű
A szirti aggófű (Senecio squalidus) a fészkesvirágzatúak (Asterales) rendjébe és az őszirózsafélék (Asteraceae) családjába tartozó faj.

## Előfordulása
A szirti aggófű eredeti előfordulási területe Délkelet-Európában és Olaszországban van. Európai elterjedésének az északi határát Németország, Magyarország és Románia képezi. Őshonos állományai vannak Észak-Afrikában és Kanada délkeleti szigetein is. Ezt az aggófüvet betelepítették az Amerikai Egyesült Államok nyugati partvidékére, valamint Európa nyugati és északi részeire is.

## Alfajai
Ehhez a növényfajhoz az alábbi alfajok tartoznak :
- Senecio squalidus subsp. aethnensis (DC.) Greuter
- Senecio squalidus subsp. araneosus (Emb. & Maire) Alexander
- Senecio squalidus subsp. aurasiacus (Batt. & Trab.) Alexander
- Senecio squalidus subsp. chrysanthemifolius (Poir.) Greuter
- Senecio squalidus subsp. microglossus (Guss.) Arcang.
- Senecio squalidus subsp. rupestris (Waldst. & Kit.) Greuter
- Senecio squalidus subsp. sardous (Fiori) Greuter
- Senecio squalidus subsp. squalidus L.

## Képek

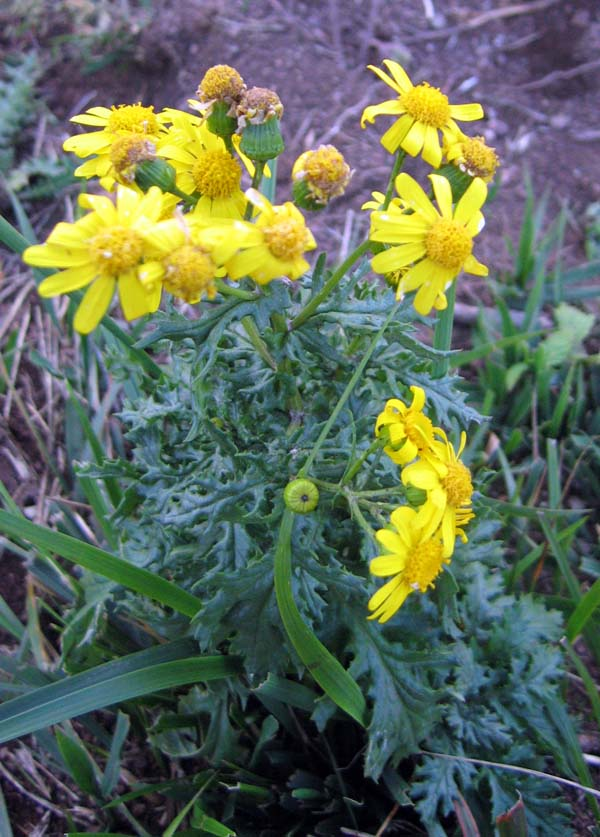
a növény
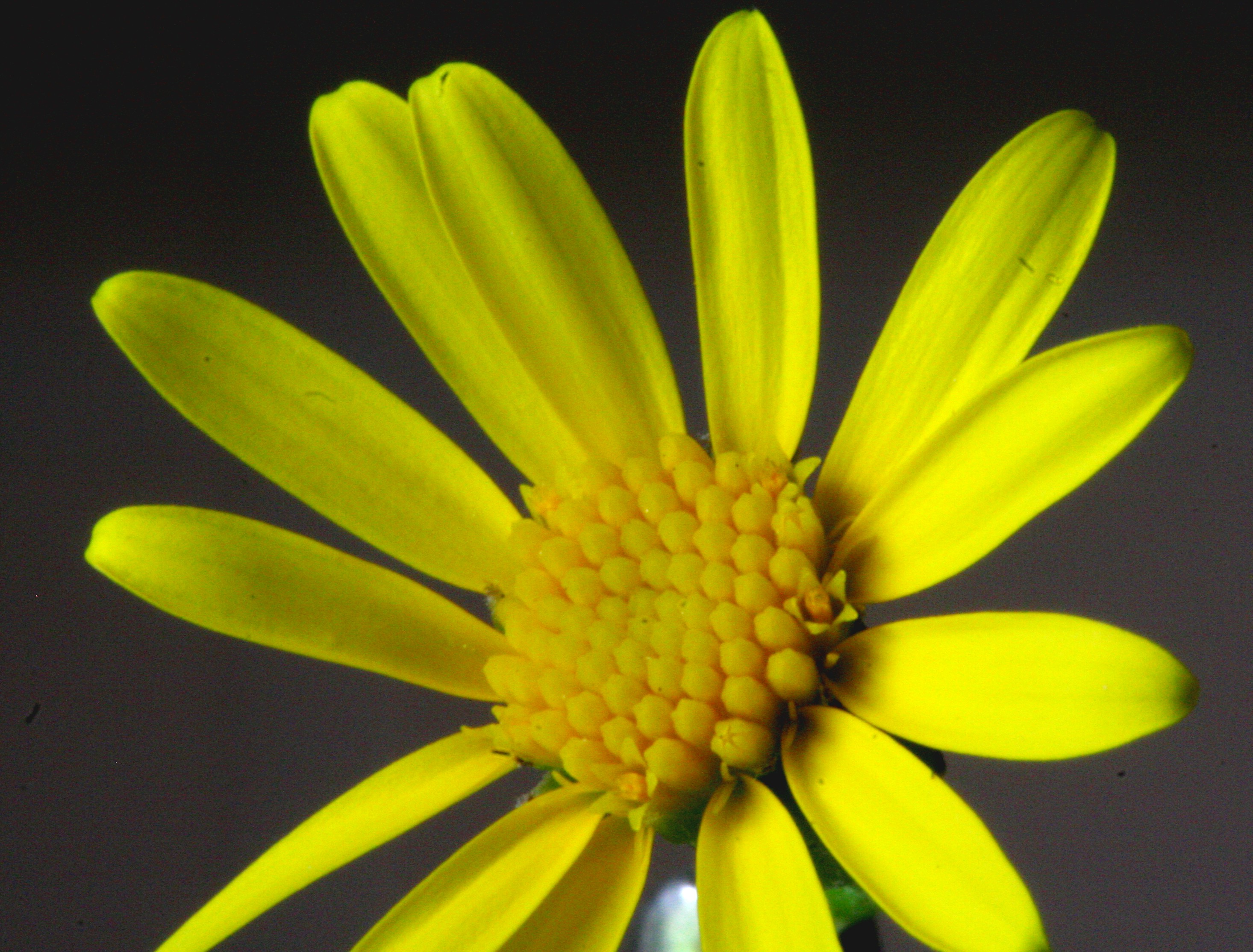
virágai
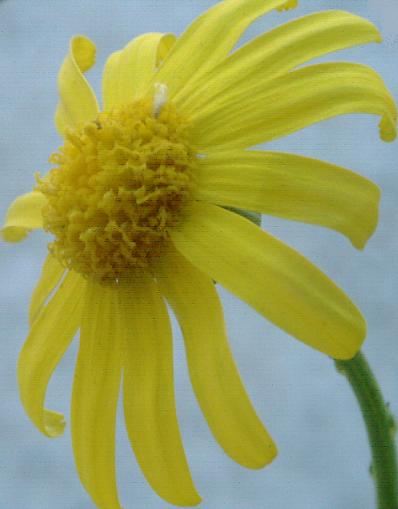
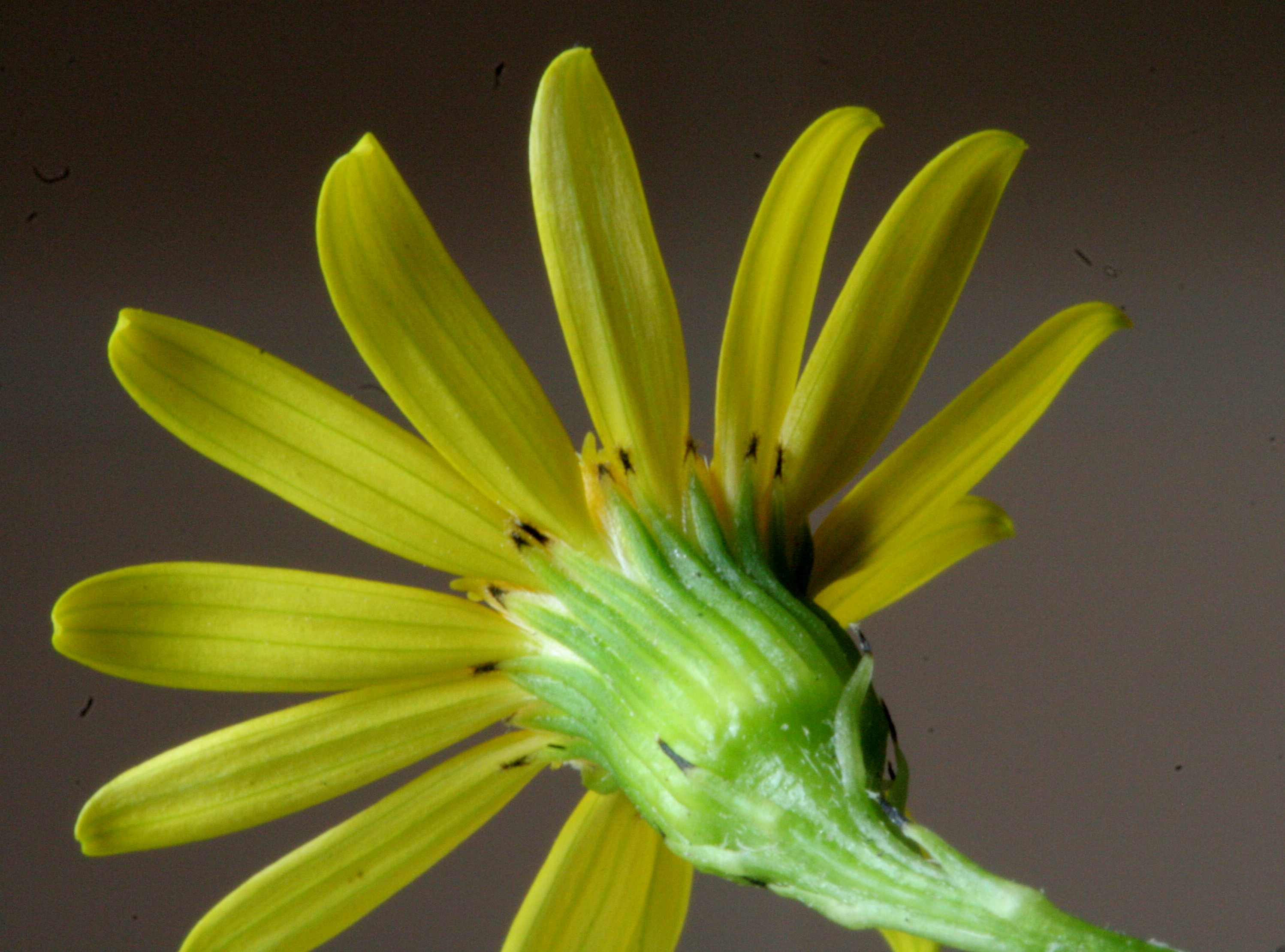
virága alulról
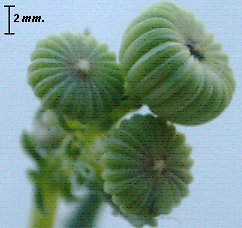
termései
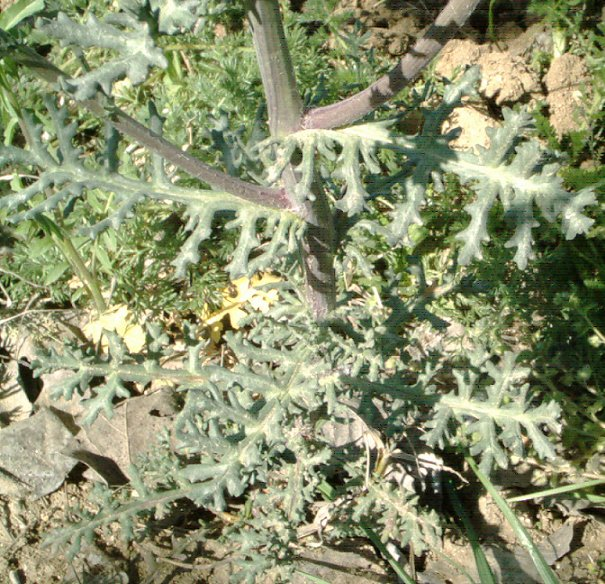
szárai és levelei